# اد اوکسنبولد
اد اوکسنبولد (انگلیسی: Ed Oxenbould؛ زادهٔ ۱ ژوئن ۲۰۰۱) یک هنرپیشه اهل استرالیا است. 
از فیلم‌ها یا برنامه‌های تلویزیونی که وی در آن نقش داشته است می‌توان به الکساندر و روز وحشتناک، افتضاح، ناگوار، خیلی بد، ملاقات اشاره کرد.